# TH (DM Command)
TH (TAB_HORIZONTAL)とは、アポロコンピュータ社のコンピュータに搭載されていたウィンドウシステム（ディスプレイマネージャ）で利用できた、制御コマンド『DMコマンド』の一つ。

## 概要
TH コマンドは、カーソルをつぎのタブ・ストップまで右に移動する。

## 利用法
TH コマンドはカーソルをつぎのタブ・ストップまで右に移動する。
タブはグローバルで（つまり，すべてのウインドウに適用される）， DM コマンド TS によりセットすることができる。
初期状態ではタブは５スペース毎に設定されている。
デフォルトでは＜TAB＞キーが TH コマンドを呼出す。これはファイルにアスキーのタブ・キャラクターを挿入するものではないことに注意。
これは単につぎのタブ・ストップにカーソルを移動するものである。
TH は引数やオプションを必要としない。